# 奧地利的瑪麗亞·安農齊亞塔
奧地利的瑪麗亞·安農齊亞塔（德語：Maria Annunziata von Österreich，1876年7月31日—1961年4月8日），卡爾·路德維希大公的次女，奧地利皇帝法蘭茲·約瑟夫一世的姪女。

## 生平
瑪麗亞·安農齊亞塔終生未婚，1961年於列支敦斯登瓦都茲去世，享年84歲。